# Castelnau-Tursan
Castelnau-Tursan é uma comuna francesa na região administrativa da Nova Aquitânia, no departamento Landes. Estende-se por uma área de 9,14 km². Em 2010 a comuna tinha 191 habitantes (densidade: 20,9 hab./km²).